# Eschschallen im Seestermüher Vorland
Das Naturschutzgebiet Eschschallen im Seestermüher Vorland liegt in der Seestermüher Marsch in Schleswig-Holstein. Es erstreckt sich ca. 5 Kilometer entlang des Elbdeiches zwischen der Pinnau- und Krückaumündung und außerhalb des Seestermüher Vorlands. Es hat eine Fläche von circa 306 Hektar und dient zur Erhaltung einer natürlichen Flussuferlandschaft mit seltenen Süßwasserwatten sowie deren besonderen Tier- und Pflanzenarten. Der 500 bis 800 Meter breite Streifen wird von tidenbeeinflussten Gräben und Prielen durchzogen und wird bei Hochfuten mehrmals im Jahr überschwemmt. Die seltenen Süßwasserwatten werden zweimal am Tag freigelegt und danach wieder überflutet.
Die Eschschallen sind der Rest einer Urstomlandschaft mit weitgehend naturnahen Lebensraum. So befinden sich Pappel- und Weidenreihen in diesem Gebiet. In den Feuchträumen entlang der Elbe wachsen Röhrichte mit Wasser-Schwaden und Rohrkolben sowie Blutweiderich, Erzengelwurz und anderen gefährdeten Pflanzenarten. Die beheimatete Vogelwelt besteht aus Bartmeisen, Beutelmeisen, Blaukehlchen, Rohrammer, Teichrohrsänger und anderen seltenen Vögeln. 2002 nistete erstmals ein Seeadlerpaar im Naturschutzgebiet das 2003 erfolgreich einen Jungvogel aufzog. 2004 wurde jedoch das Seeadlerpaar durch unabgesprochene Fällarbeiten gestört.
An der Pinnaumündung vor dem Pinnausperrwerk ist zusätzlich ein Fischschonbezirk nach § 7 der Küstenfischereiordnung Schleswig-Holstein ausgewiesen.